# امواج تتا

یک موج تتا در EEG

امواج تتا (به انگلیسی: Theta wave)، یکی از امواج تولیدشده در مغز انسان هستند که باعث ایجاد ریتم تتا می‌شوند؛ و شامل نوسان عصبی در مغز که زمینه‌های مختلفی از شناخت و رفتار، همچون یادگیری، حافظه و پیمایش فضایی در بسیاری از حیوانات را شامل می‌شود.
این امواج را می‌توان با استفاده از روش‌های مختلف الکتروفیزیولوژیکی، مانند الکتروانسفالوگرام (EEG)، یا از داخل مغز و توسط الکترودهای متصل به پوست سر ضبط کرد.